# كيفن إس. برايت
كيفن إس. برايت (بالإنجليزية: Kevin S. Bright)‏ (و. 1954  م) هو منتج تلفزيوني، ومخرج تلفزيوني، وأستاذ جامعي أمريكي، ولد في نيويورك.

## التعليم
تعلم في كلية إمرسون، والمعهد العبري في الجانب الشرقي ‏.

## وصلات خارجية
- كيفن إس. برايت على موقع IMDb (الإنجليزية)
- كيفن إس. برايت على موقع ألو سيني (الفرنسية)
- كيفن إس. برايت على موقع قاعدة بيانات الفيلم (الإنجليزية)
- كيفن إس. برايت على موقع كينوبويسك (الروسية)

- كيفن إس. برايت في قاعدة بيانات الأفلام على الإنترنت